# Comté de Montgomery (Illinois)
Pour les articles homonymes, voir Comté de Montgomery.
Le comté de Montgomery  (en anglais : Montgomery County) est un Comté de l'État américain de l'Illinois.

## Comtés voisins
|                              | Nord: Comté de Sangamon | Nord-Est : Comté de Christian |
| Ouest: Comté de Macoupin     | Comté de Montgomery     | Est: Comté de Shelby          |
| Sud-Ouest : Comté de Madison | Sud: Comté de Bond      | Sud-Est: Comté de Fayette     |

## Transports
- Interstate 55
- U.S. Route 66
- Illinois Route 16
- Illinois Route 48
- Illinois Route 185

## Villes
- Hillsboro
- Litchfield
- Nokomis
- Farmersville
- Witt
- Raymond
- Waggoner
- Harvel
- Butler
- Coffeen